# Tipula anormalipennis
Tipula anormalipennis är en tvåvingeart som beskrevs av Pierre 1924. Tipula anormalipennis ingår i släktet Tipula och familjen storharkrankar. Inga underarter finns listade i Catalogue of Life.